# Мурафский сельский совет Харьковской области
Мурафский сельский совет — входит в состав Краснокутского района Харьковской области Украины.
Административный центр сельского совета находится в селе Мурафа.

## История
- 1919 — дата образования.

## Населённые пункты совета
- село Мурафа
- посёлок Владимировка
- посёлок Лесное
- село Мирное
- посёлок Оленевское
- посёлок Пыльнянка
- посёлок Сороковое